# Vani (stad)
Vani (Georgisch: ვანი) is een plaats met stadsrechten in het westen van Georgië met 3.209 inwoners (2024), gelegen in de regio (mchare) Imereti. Het is het bestuurlijk centrum van de gelijknamige gemeente. Vani is bekend om een belangrijke archeologische vindplaats. De stad ligt 240 kilometer ten westen van hoofdstad Tbilisi en 40 kilometer ten zuidwesten van regiohoofdstad Koetaisi. Vani, of eerder ook wel Kveda Vani (Neder Vani) genoemd, is gesitueerd in het zuiden van het Colchis-laagland aan de voet van het Meschetigebergte op drie kilometer van de Rionirivier en bij de samenvloeiing van de Soelori en Tsjisjoera rivieren.

## Geschiedenis

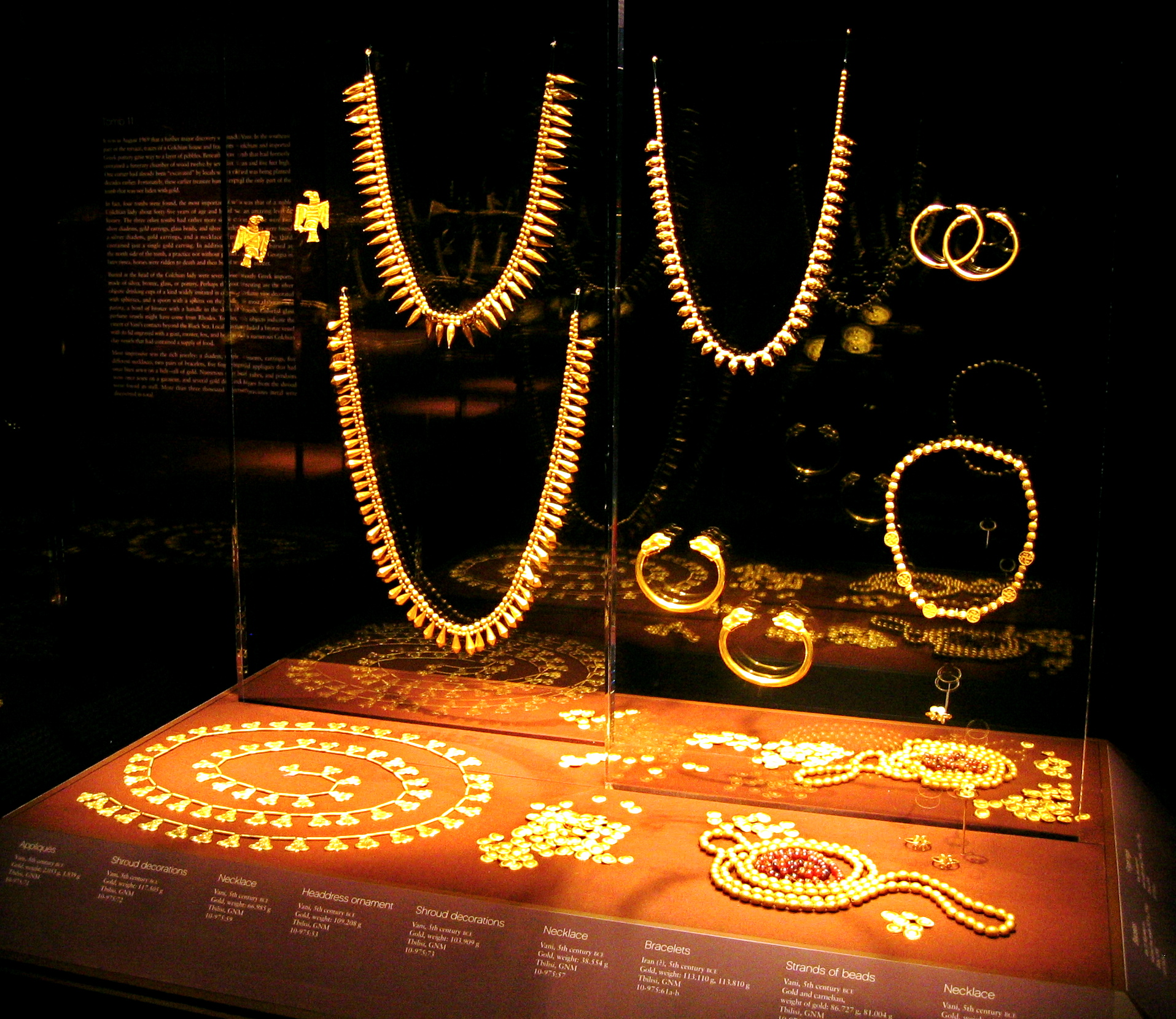
Gouden juwelen uit de oudheid

### Historisch Vani
Vani of ook wel Vani Nakalakari (Vani stad) is een van de belangrijkste archeologische vindplaatsen van Georgië. Op een heuvel aan de rand van de hedendaagse stad zijn in de 19e eeuw de resten van een belangrijke stad uit het koninkrijk Colchis ontdekt. Deze was bewoond vanaf ongeveer de 8e tot de 1e eeuw v.Chr., toen de stad vernietigd werd. Zes kilometer ten zuiden van Vani is eveneens een nederzetting uit dezelfde periode gevonden.
Het historische Vani had een oppervlakte van 18 hectare verspreid over drie heuvelterrassen en kende verschillende periodes van ontwikkeling, waarvan de laatste van de 3e tot de 1e eeuw v.Chr. tot de bloeiperiode wordt gerekend. Rond de 4e eeuw v.Chr. was Vani een ommuurde stad met Griekse inscripties in de muur die aangaven dat het een regionaal administratief centrum was. Uit het epos Argonautica van de Griekse dichter Apollonius Rhodius over de zoektocht door Jason en de Argonauten naar het Gulden Vlies blijkt dat Vani rond 250 v.Chr. een bloeiende stad was.
Er wordt aangenomen dat de plaats Leukothea in Strabo's Geographika het hedendaags Vani is. Dit zou de val en vernietiging van de stad op 48-47 v.Chr. zetten, toen volgens Strabo koning Pharnaces II van het Bosporuskoninkrijk en daarna Mithridates van Pergamon de stad Leukothea aanvielen. 

### Archeologische opgravingen

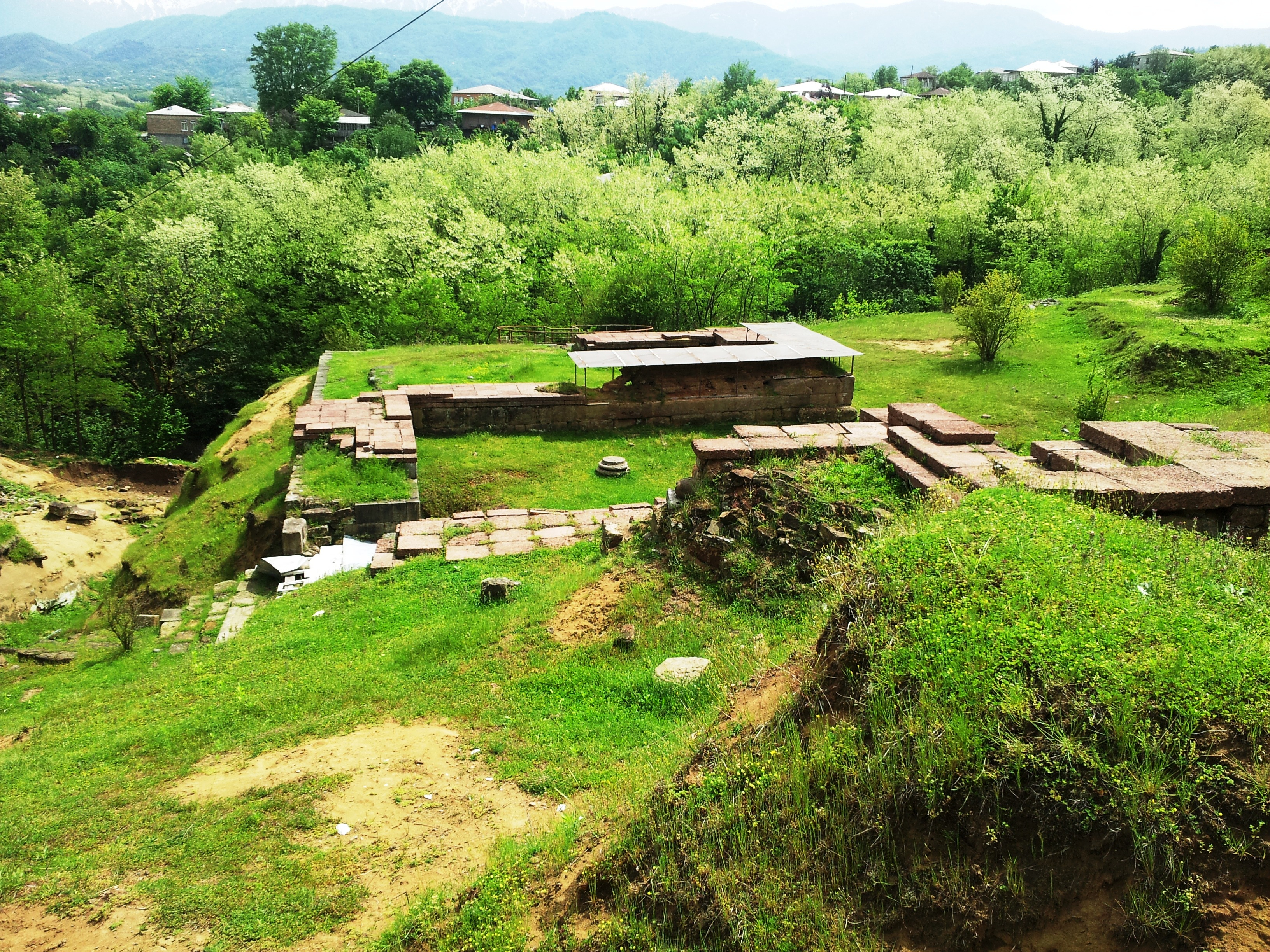
Archeologische vindplaats

De overgroeide ruïnes kwamen onder de aandacht na de vondst van gouden juwelen in 1876 door een lokale landeigenaar, waarna af en toe archeologisch opgravingen werden verricht. Pas vanaf de jaren 1940 werd systematische en archeologisch wetenschappelijke opgravingen uitgevoerd. De archeologische vondsten bevestigen de ontwikkelingen van de 8e tot 1e eeuw v.Chr. Op de vindplaats zijn de resten gevonden van verschillende tempels, waaronder een tempel uit de 2e eeuw v.Chr. die gewijd was aan de wijncultuur, en er zijn referenties naar de Griekse wijngod Dionysos uit dezelfde periode gevonden.
De gevonden artefacten uit de bloeiperiode van Vani geven ook een inkijk in de hoogontwikkelde maatschappij, met hoogstaande gouden juwelen. Hieronder bevinden zich vele honderden gouden en zilveren juwelen zoals diademen, ringen, halskettingen, armbanden en oorhangers die in de graven ontdekt werden. Uit deze juwelen blijkt het grote vakmanschap van de lokale goud-en zilversmeden en de Griekse invloeden. Een groot aantal van deze zijn in het Vani Archeologisch Museum tentoongesteld.

### Modern Vani

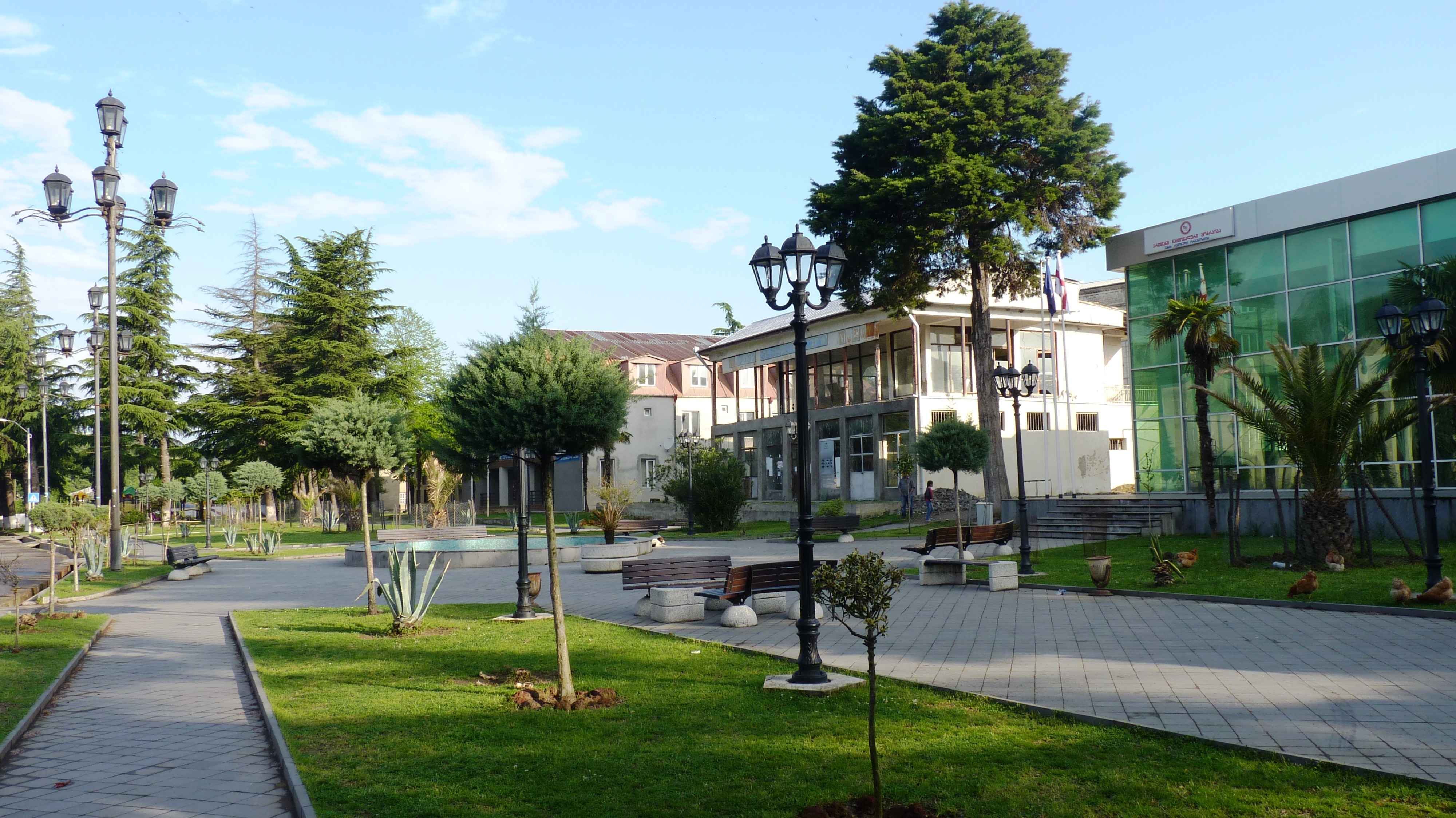
Centrum Vani

Ondanks de vernietiging van de historische stad, is de locatie sindsdien altijd bewoond geweest, zo blijkt uit talloze archeologische vondsten en ruïnes uit de late oudheid en middeleeuwen. In de middeleeuwen stond in Vani het kasteel Satsjino dat de Georgische historicus, geograaf en cartograaf Vachoesjti Bagrationi beschreef in zijn standaardwerk "Beschrijving van het Koninkrijk Georgië" uit 1745. Vani was inmiddels een verder onbetekenend dorp, en bleef dat tot de 20e eeuw. In de 19e eeuw had Vani een relatief grote Joodse gemeenschap, in de schaduw van de grote Georgisch-Joodse centra Koelasji, Oni of Satsjchere. De synagoge uit de 19e eeuw is nog steeds te zien in het centrum van Vani. Door emigratie van de Joodse gemeenschap vanaf de jaren 1970 is de synagoge niet meer in gebruik.
In 1930 werd Vani het bestuurlijk centrum van het rajon (district) Vani. In 2006 werd het district omgevormd naar een gemeente en bleef Vani het bestuurlijk centrum daarvan. Gedurende de industriële in de Sovjet-Unie kwam in Vani lichte industrie zoals wijnmakerijen en conserven-, limonade-, brood- en kledingfabrieken. In 1961 kreeg Vani de status 'nederzetting met stedelijk karakter', en in 1981 werd het tot stad verklaard. De 17e-eeuwse Mariakathedraal in het centrum is sinds 1995 de gedeelde zetel van het Bisdom van Vani en Baghdati. De kathedraal werd hiervoor geheel gerenoveerd, nadat deze tijdens de Russische Revolutie was vernietigd. 

## Demografie
Begin 2024 had Vani 3.209 inwoners, een daling van 14% sinds de volkstelling van 2014. De bevolking van Vani bestond in 2014 vrijwel geheel uit Georgiërs (99,6%). Vani had ooit aan relatief grote Joodse gemeenschap. Door de Georgisch-Joodse emigratie vanaf de jaren 1970 uit de Georgische sovjetrepubliek verdween ook de Joodse gemeenschap uit Vani. 
| Aantal                                                           | - | 1.884 | 3.466 | 2.691 | 3.779 | 4.060 | 6.576 | 4.641 | 3.744 | 3.512 | 3.209 |  |  |  |
|                                                                  |   |       |       |       |       |       |       |       |       |       |       |  |  |  |
| Joden                                                            |   | 339   | 517   | 645   | n.b.  | 211   | n.b.  | n.b.  | 0     | -     | -     |  |  |  |
| Joden                                                            |   | 18,2% | 14,9% | 24,0% | n.b.  | 5,2%  | n.b.  | n.b.  | 0%    | -     | -     |  |  |  |
| Verantwoording data: Bevolkingsstatistiek Georgië 1897 tot heden |   |       |       |       |       |       |       |       |       |       |       |  |  |  |

## Bezienswaardigheden

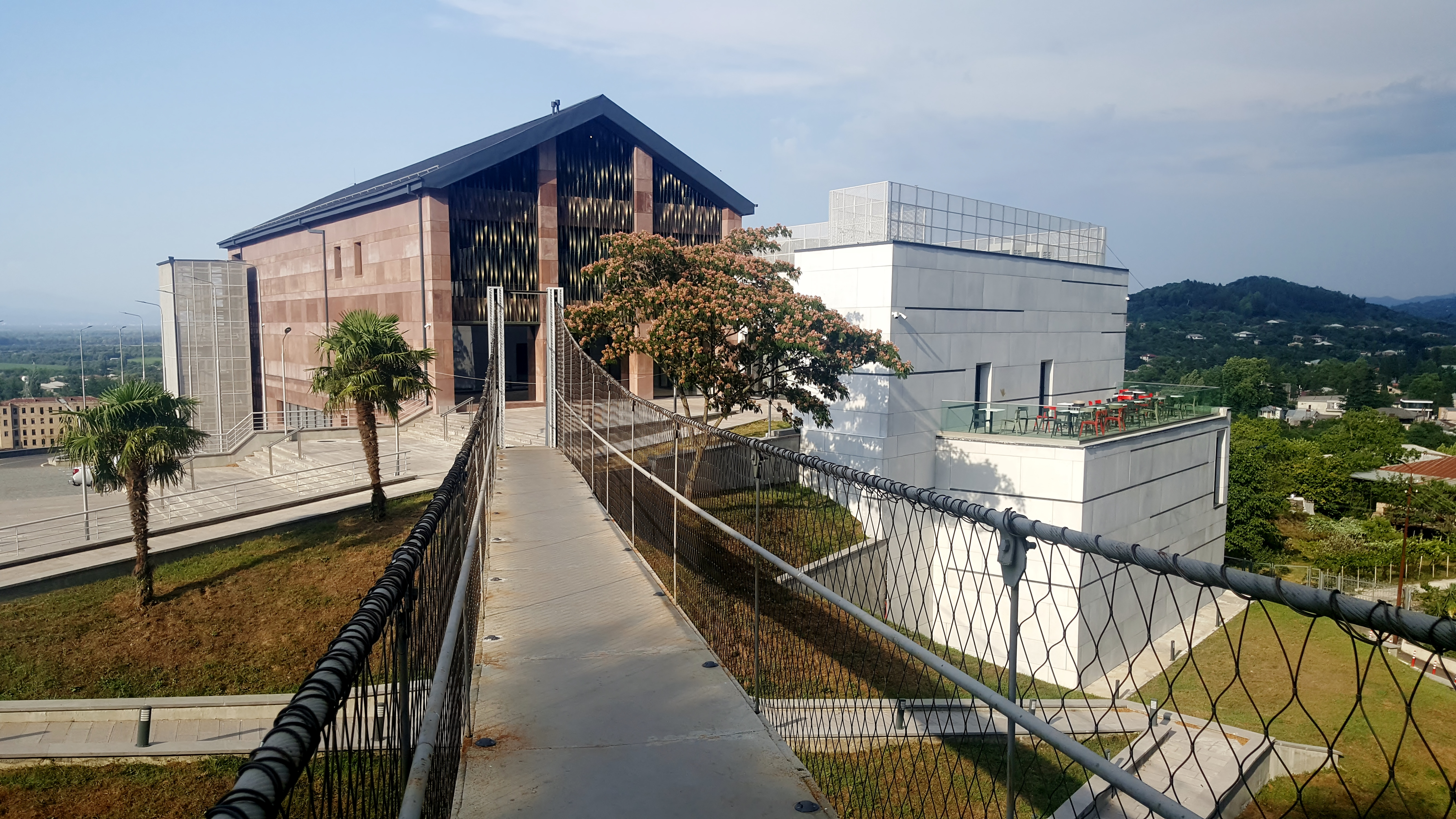
Vani Archeologisch Museum

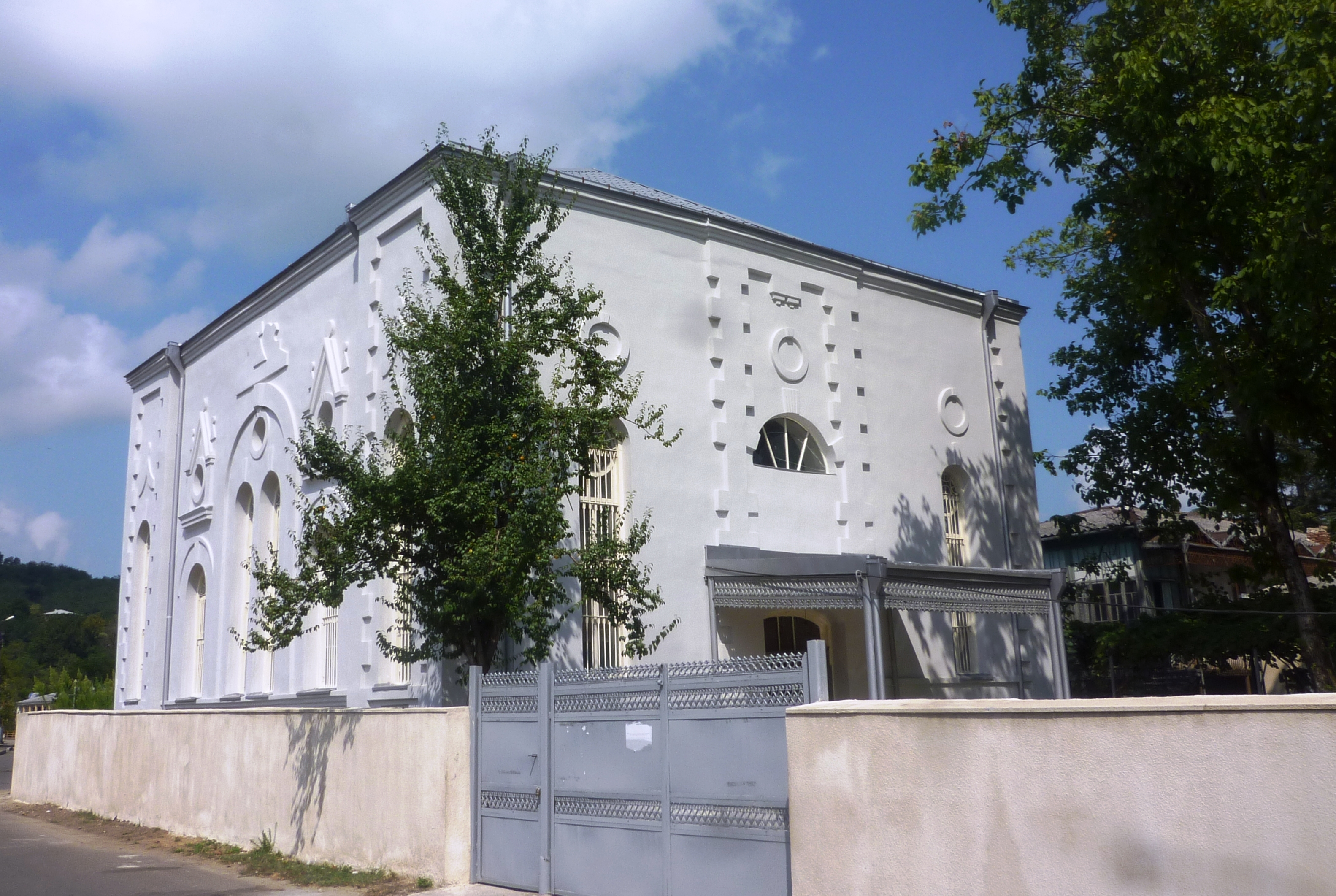
Synagoge van Vani

- Vani Archeologisch Museum, opgericht in 1985 en sinds 2006 onderdeel van het Nationaal Museum Georgië.[7] Het museum won in 2023 de Stiletto prijs van de 'European Museum of the Year Award'.
- Synagoge uit de 19e eeuw.[8]

## Vervoer
Als centrumplaats komen er een aantal regionale en gemeentelijke wegen samen in Vani. De belangrijkste doorgaande weg door Vani is de nationale route Sh13 vanaf de S12 / E692 bij Dapnari via Vani naar Baghdati. De Sh105 volgt de rivier Soelori het Meschetigebergte in naar het dorp en kuuroord Soelori. Het dichtstbijzijnde spoorwegstation is in Samtredia.

## Geboren
- Giorgi Dzigvasjvili (1917-1942), dichter. Een van de organisatoren van de Georgische anti-Sovjet samenzwering in 1941, waarvoor hij met 16 anderen ter dood werd veroordeeld. In Vani is sinds 2014 een straat naar hem vernoemd, en sinds 2016 is er een huismuseum.[16]
- Giorgi Arabidze (1998), voetballer in nationaal elftal.